# La Chapelle-d’Andaine
La Chapelle-d’Andaine ist eine Ortschaft und eine Commune déléguée in der französischen Gemeinde Rives d’Andaine mit 1.406 Einwohnern (Stand: 1. Januar 2022) im Département Orne in der Region Normandie. Die Einwohner werden Chapellois genannt.
Mit Wirkung vom 1. Januar 2016 wurden die bisherigen Gemeinden La Chapelle-d’Andaine, Couterne, Geneslay und Haleine zu einer Commune nouvelle mit dem Namen Rives d’Andaine zusammengeschlossen und haben in der neuen Gemeinde den Status einer Commune déléguée. Der Verwaltungssitz befindet sich im Ort La Chapelle-d’Andaine. Die Gemeinde La Chapelle-d’Andaine gehörte zum Arrondissement Alençon und zum Kanton Bagnoles-de-l’Orne.

## Lage
La Chapelle-d’Andaine liegt etwa 42 Kilometer westnordwestlich von Alençon.

## Bevölkerungsentwicklung
| Jahr                      | 1962  | 1968  | 1975  | 1982  | 1990  | 1999  | 2006  | 2013  |
| Einwohner                 | 1.358 | 1.321 | 1.417 | 1.390 | 1.546 | 1.600 | 1.544 | 1.487 |
| Quelle: Cassini und INSEE |       |       |       |       |       |       |       |       |

## Geschichte
Bis 1961 lautete der Name der Gemeinde La Chapelle-Moche.

## Sehenswürdigkeiten
- Kirche Sainte-Marie-Madeleine-et-Saint-Julien, Ende des 19. Jahrhunderts erbaut
- Friedhofskapelle von 1864
- Kapelle Notre-Dame-de-la-Salette
- Kapelle Sainte-Rita
- Kapelle Les Fourmis

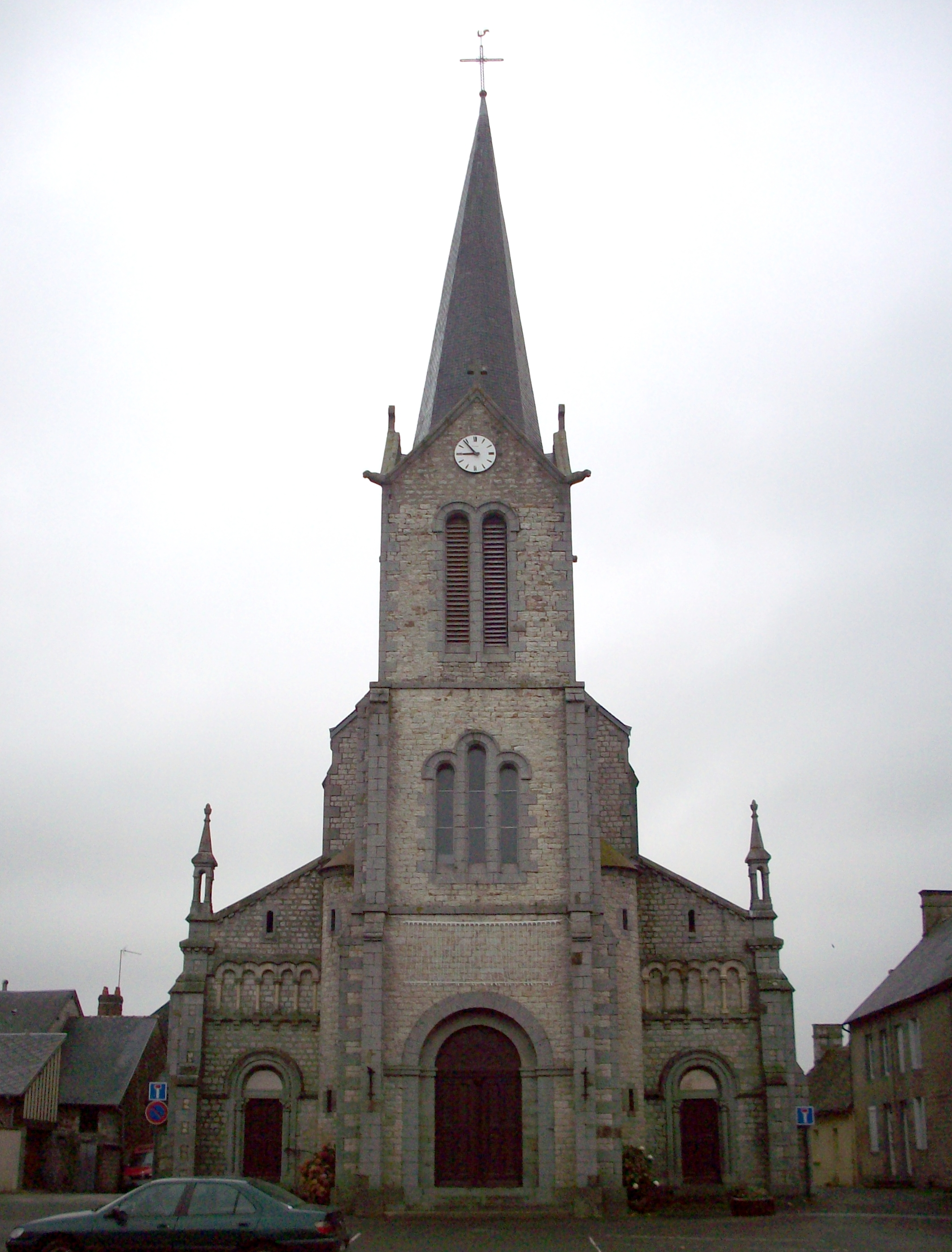
Kirche Sainte-Marie-Madeleine-et-Saint-Julien
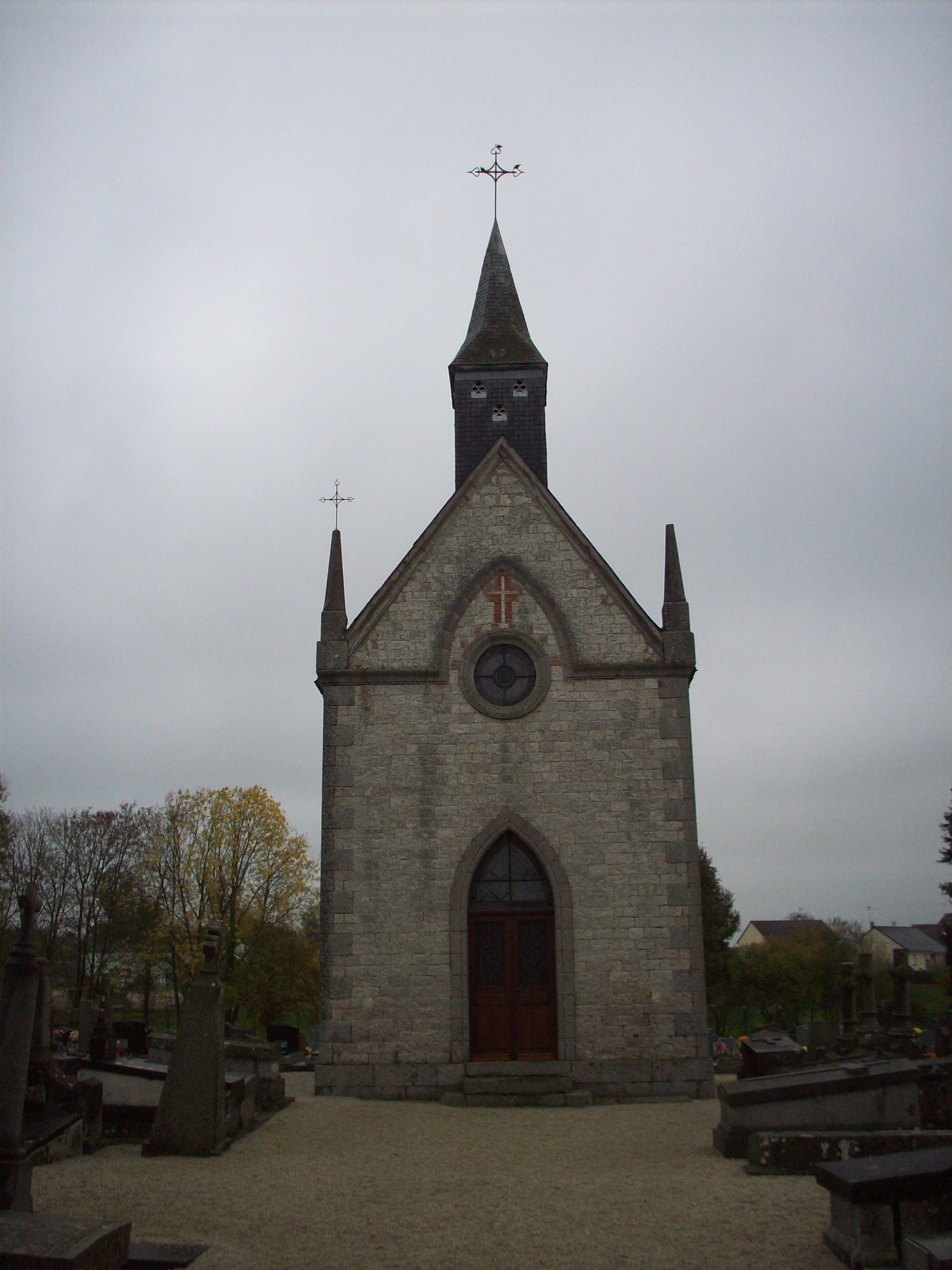
Friedhofskapelle